# Giuseppe Satriano

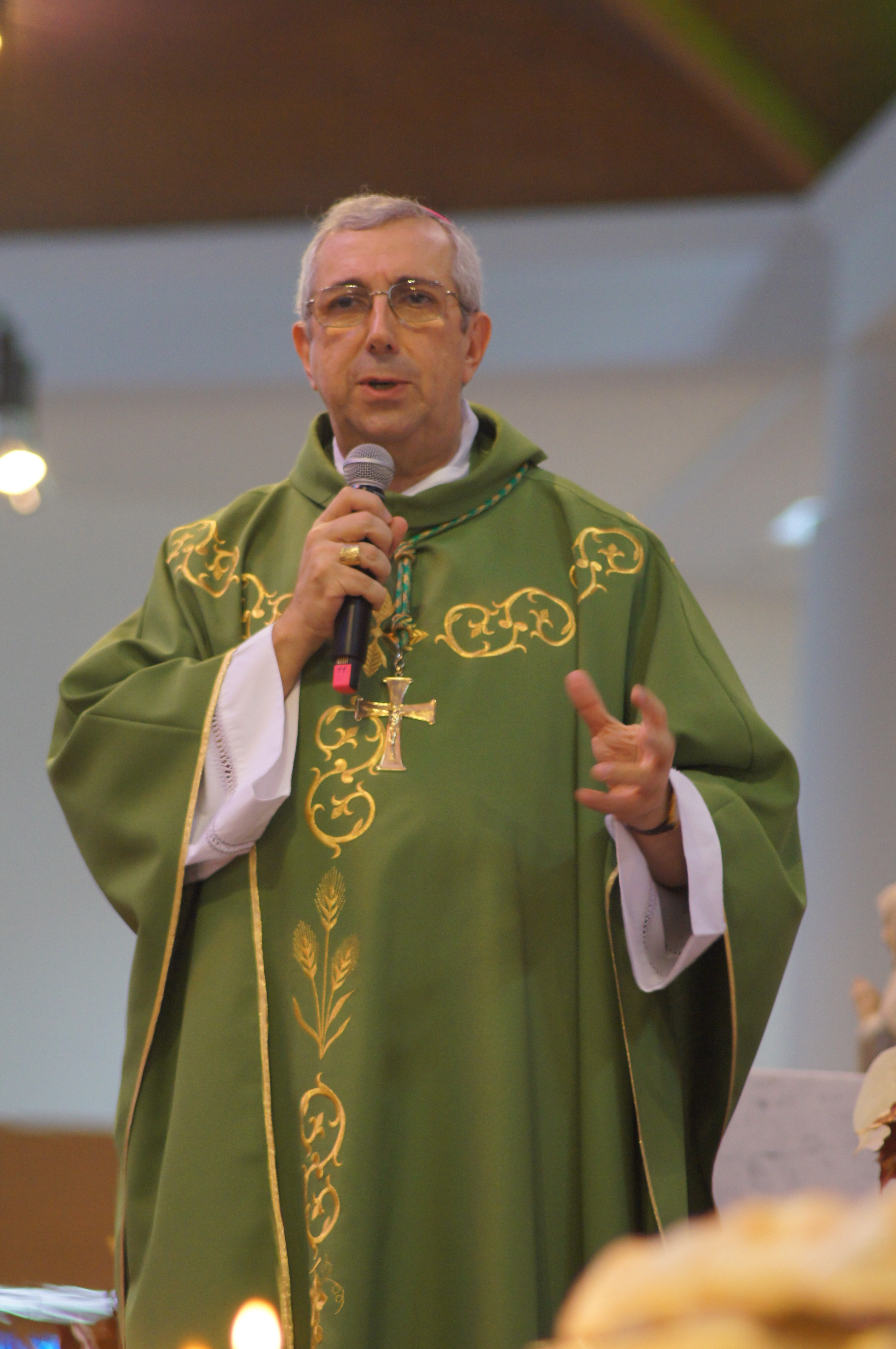
Erzbischof Giuseppe Satriano (2018)

Wappen von Giuseppe Satriano

Giuseppe Satriano (* 8. September 1960 im Brindisi, Italien) ist ein italienischer Geistlicher und römisch-katholischer Erzbischof von Bari-Bitonto.

## Leben
Giuseppe Satriano empfing am 28. September 1985 durch Erzbischof Settimio Todisco das Sakrament der Priesterweihe für das Erzbistum Brindisi. Anschließend war er in der Priesterausbildung und als Religionslehrer tätig. Von 1997 bis 2000 war er in Marsabit (Kenia) als Seelsorger tätig. Von 2001 bis 2003 war er Regens des Diözesanseminars in Ostuni. Seit 1991 war er Domkapitular und seit 2003 Generalvikar von Brindisi-Ostuni.
Papst Franziskus ernannte ihn am 15. Juli 2014 zum Erzbischof von Rossano-Cariati. Die Bischofsweihe spendete ihm der Erzbischof von Palermo, Salvatore Kardinal De Giorgi, am 3. Oktober desselben Jahres in der Kathedrale von Brindisi. Mitkonsekratoren waren der Erzbischof von Brindisi-Ostuni, Domenico Caliandro, und dessen Vorgänger Rocco Talucci. Die Amtseinführung im Erzbistum Rossano-Cariati fand am 25. Oktober 2014 statt.
Am 29. Oktober 2020 ernannte ihn Papst Franziskus zum Erzbischof von Bari-Bitonto. Die Amtseinführung fand am 25. Januar des folgenden Jahres statt. Satriano ist zudem seit 2020 Päpstlicher Delegat der Basilika San Nicola. Das Erzbistum Rossano-Cariati verwaltete er bis zur Amtseinführung seines Nachfolgers am 12. Juni 2021 weiter als Apostolischer Administrator. 
Giuseppe Satriano ist Großoffizier des Ritterordens vom Heiligen Grab zu Jerusalem und seit 2021 Großprior der italienischen Statthalterei Meridionale Adriatica.